# Corethrella guadeloupensis
Corethrella guadeloupensis är en tvåvingeart som beskrevs av Art Borkent 2008. Corethrella guadeloupensis ingår i släktet Corethrella och familjen Corethrellidae. Inga underarter finns listade i Catalogue of Life.